# Luciobarbus capito
Luciobarbus capito és una espècie de peix cipriniforme de la família dels ciprínids.

## Subespècies
- Barbus capito capito (Güldenstädt, 1772)
- Barbus capito conocephalus (Kessler, 1872)